# محمود پاک‌نیت
محمود پاک‌نیت (زادهٔ ۱۰ دی ۱۳۳۱) بازیگر اهل ایران است. او از سال ۱۳۴۸ به فعالیت در عرصه سینما، تلویزیون و تئاتر پرداخت. او مدرک درجهٔ یک هنری را از وزارت فرهنگ و ارشاد اسلامی دریافت کرده است.
وی زاده شهر کازرون و تحصیل‌کرده مقطع دیپلم است. او در شهریور ۱۳۵۸ با مهوش صبرکن بازیگر سینما و تلویزیون ازدواج کرد و اکنون دارای دو پسر هستند. پاک‌نیت با مجموعه پرطرفدار روزی روزگاری به محبوبیت دست یافت و محبوبیت او با مجموعه‌های پس از باران و یوسف پیامبر ادامه یافت. او در سریال پشت کوه‌های بلند نقش «پادشاه سامشاه» را ایفا کرده است.

## زندگی هنری
محمود پاک‌نیت از سال ۱۳۴۸ در زمینهٔ تئاتر شروع به کار کرد و در ۵۲ نمایش حضور یافت. وی در سال ۱۳۵۲ به استخدام اداره کل فرهنگ و هنر درآمد. او مدتها در گروه تئاتر (آزاد شیراز) عضو ثابت بود. در سال ۱۳۶۲ در مجموعه سیم حوت حضور داشت و در سال ۱۳۷۷ با فیلم باشگاه سری به کارگردانی جمال شورجه فعالیت در سینما را آغاز کرد. بعد از بازی در تئاتر «بی تو مهتاب شبی…» به کارگردانی علی‌نقی رزاقی توسط امرالله احمدجو برای بازی در سریال روزی روزگاری دعوت به کار شد. از سال ۱۳۶۷ به فعالیت در عرصه سینما و تلویزیون پرداخت و در آثار زیادی از جمله گشتی‌ها، شاخه‌های بید و ملک سلیمان در سینما و مجموعه‌های پدرسالار، پریا، ساختمان ۸۵ و شهرزاد به ایفای نقش پرداخته است، همچنین وی در سال ۱۳۷۶ موفق به اخذ مدرک درجهٔ یک هنری از وزارت فرهنگ و ارشاد اسلامی گردید. پاک‌نیت در هفتمین دوره جشنواره تئاتر فجر نامزد بهترین بازیگر مرد شد و در نهمین دوره برنده این جایزه از طرف کانون ملی منتقدان تئاتر شد.

## آثار

### سینما
- (۱۳۶۶) گشتی‌ها (جواد مرادی)
- (۱۳۶۷) پرنده کاغذی (حمیدرضا حافظی)
- (۱۳۶۷) شاخه‌های بید (امراله احمدجو)
- (۱۳۶۸) تابستان ۵۸ (مجتبی راعی)
- (۱۳۷۲) جای امن (مجتبی راعی)
- (۱۳۷۳) آرایش مرگ (افشین شرکت)
- (۱۳۷۴) قله دنیا (عزیزالله حمیدنژاد)
- (۱۳۷۴) غزال (مجتبی راعی)
- (۱۳۷۵) لاک‌پشت (علی شاه‌حاتمی)
- (۱۳۷۵) سرزمین خورشید (احمدرضا درویش)
- (۱۳۷۶) دنیای وارونه (شهریار بحرانی)
- (۱۳۷۷) مرد عوضی (محمدرضا هنرمند)
- (۱۳۷۷) جنگجوی پیروز (مجتبی راعی)
- (۱۳۷۷) سیب سرخ حوا (سعید اسدی)
- (۱۳۷۷) باشگاه سری (جمال شورجه)
- (۱۳۸۰) دعوت به شام (داود موثقی)
- (۱۳۸۱) صنوبر (مجتبی راعی)
- (۱۳۸۱) بی تو تنهایم (قدرت‌الله صلح‌میرزایی)
- (۱۳۸۱) ایستگاه متروک (علیرضا رییسیان)
- (۱۳۸۲) عاشق مترسک (مهدی نوربخش)
- (۱۳۸۴) سفر به هیدالو (مجتبی راعی)
- (۱۳۸۴) شهرآشوب (یدالله صمدی)
- (۱۳۸۶) دل شکسته (علی روئین‌تن)
- (۱۳۸۷) ملک سلیمان (شهریار بحرانی)
- (۱۳۸۷) تردید (واروژ کریم مسیحی)
- (۱۳۸۷) سفر مرگ (حسن آقاکریمی)
- (۱۳۸۸) زمهریر (علی روئین‌تن)
- (۱۳۹۰) زیباتر از زندگی (انسیه شاه حسینی)
- (۱۳۹۰) پنجشنبه آخر ماه (ماشاالله شاهمرادی زاده)
- (۱۳۹۱) ترنج (مجتبی راعی)
- (۱۳۹۵) عشقولانس (محسن ماهینی)
- (۱۳۹۵) نفس‌های آرام (میثم هاشمی طبا)
- (۱۳۹۶) آقای سانسور (علی جبارزاده)
- (۱۳۹۷) دیدن این فیلم جرم است! (رضا زهتابچیان)
- (۱۳۹۷) شین (میثم کزازی)

### مجموعه‌های تلویزیونی
| سال       | نام مجموعه                | کارگردان                     | شبکه پخش کننده                   |  |
| --------- | ------------------------- | ---------------------------- | -------------------------------- |  |
| ۱۳۵۸      | اچی مچی                   | مهدی فقیه                    | شبکه دو                          |  |
| ۱۳۶۲      | سیم حوت                   |                              |                                  |  |
| ۱۳۶۳      | درخت نارنج                | مجید افشاریان                |                                  |  |
| ۱۳۶۵      | بهار بودی، تو بودی        | مجید افشاریان                |                                  |  |
| ۱۳۶۷      | تله‌فیلم «گشتی‌ها»          | جواد مرادی                   | مرکز سیمای فارس (شیراز) و شبکه ۲ |  |
| ۱۳۷۰      | روزی روزگاری              | امرالله احمدجو               | شبکه یک                          |  |
| ۱۳۷۱      | قصه‌های عینکم (فیلم کوتاه) | مرکز گسترش سینمای تجربی      |                                  |  |
| ۱۳۷۲      | پدرسالار                  | اکبر خواجویی                 | شبکه دو                          |  |
| ۱۳۷۴      | خورشید شب                 | سیروس مقدم، فریبرز صالح      | شبکه دو                          |  |
| ۱۳۷۶      | کهنه‌سوار                  | اکبر خواجویی                 | شبکه سه                          |  |
| ۱۳۷۶–۱۳۷۷ | فردا دیر است              | حسن فتحی                     | شبکه سه                          |  |
| ۱۳۷۷      | فکر پلید                  | محسن شاه‌محمدی                | شبکه یک                          |  |
| ۱۳۷۷      | چشم‌به‌راه                  | اصغر فرهادی                  | شبکه تهران                       |  |
| ۱۳۷۸      | هتل پیاده‌رو               | بهمن زرین‌پور                 | شبکه یک                          |  |
| ۱۳۷۹      | روشن‌تر از خاموشی          | حسن فتحی                     | شبکه یک                          |  |
| ۱۳۷۹      | پس از باران               | سعید سلطانی                  | شبکه سه                          |  |
| ۱۳۸۰      | شب دهم                    | حسن فتحی                     | شبکه یک                          |  |
| ۱۳۸۱      | فرستاده                   | جواد شمقدری                  | شبکه دو                          |  |
| ۱۳۸۲      | راز شیوا                  | پرویز حسن‌پور                 | شبکه سه                          |  |
| ۱۳۸۲      | وارث                      | کاظم بلوچی                   | شبکه یک                          |  |
| ۱۳۸۲      | خانه‌ای در تاریکی          | سعید سلطانی                  | شبکه سه                          |  |
| ۱۳۸۶      | سلام                      | محمدرضا فرزین                | شبکه تهران                       |  |
| ۱۳۸۷      | یوسف پیامبر               | فرج‌الله سلحشور               | شبکه یک                          |  |
| ۱۳۸۷      | در چشم باد                | مسعود جعفری جوزانی           | شبکه یک                          |  |
| ۱۳۸۹      | ساختمان ۸۵                | مهدی فخیم‌زاده                | شبکه دو                          |  |
| ۱۳۹۰      | پشت کوه‌های بلند           | امرالله احمدجو               | شبکه سه                          |  |
| ۱۳۹۱      | خاطرات مرد ناتمام         | صادق کرمیار                  | شبکه یک                          |  |
| ۱۳۹۲      | خط                        | عباس رنجبر                   | شبکه سه                          |  |
| ۱۳۹۳      | هفت‌سنگ                    | علیرضا بذر افشان             | شبکه سه                          |  |
| ۱۳۹۳      | پرده‌نشین                  | بهروز شعیبی                  | شبکه یک                          |  |
| ۱۳۹۴      | شهرزاد (فصل ۱)            | حسن فتحی                     | رسانه خانگی                      |  |
| ۱۳۹۴      | نفس گرم                   | محمدمهدی عسگرپور             | شبکه یک                          |  |
| ۱۳۹۴      | ستاره شرق                 | علی غفاری                    | شبکه شما                         |  |
| ۱۳۹۵      | پریا                      | حسین سهیلی‌زاده               | شبکه سه                          |  |
| ۱۳۹۵      | گشت ویژه                  | مهدی رحمانی                  | شبکه یک                          |  |
| ۱۳۹۶      | سارق روح                  | احمد معظمی                   | شبکه تهران                       |  |
| ۱۳۹۷      | مینو                      | امیرمهدی پوروزیری            | شبکه یک                          |  |
| ۱۳۹۸      | به رنگ خاک                | حسن لفافیان و سید محسن یوسفی | شبکه یک                          |  |
| ۱۳۹۸      | حکایتهای کمال             | قدرت‌الله صلح میرزایی         | شبکه دو                          |  |
| ۱۳۹۹      | دخترم نرگس                | باقر پیران                   | شبکه یک                          |  |
| ۱۴۰۰      | نوار زرد ۲                | سروش محمدزاده                | شبکه دو                          |  |
| ۱۴۰۰      | آبنبات هل دار             | میلاد بنایی                  |                                  |  |
| ۱۴۰۱      | گیلدخت                    | مجید اسماعیلی                | شبکه یک                          |  |
| ۱۴۰۱      | آتش و باد                 | مجتبی راعی                   | شبکه سه                          |  |
| ۱۴۰۲      | سنجرخان                   | محمدحسین لطیفی               | شبکه یک                          |  |
| ۱۴۰۲      | تب و تاب                  | داریوش مختاری                | شبکه دو                          |  |
| ۱۴۰۳      | رستگاری                   | مسعود ده نمکی                | شبکه دو                          |  |
| ۱۴۰۳      | فریبا                     | محمود معظمی                  | شبکه سه                          |  |
| ۱۴۰۳      | ازازیل                    | حسن فتحی                     | نماوا                            |  |
| ۱۴۰۴      | حکایت های کمال ۲          | قدرت الله صلح میرزایی        | شبکه دو                          |  |
| ۱۴۰۳      | استخوان‌سوز                | مجید اسماعیلی                | فیلم‌نت                           |  |